# Geschiedenis van Venlo

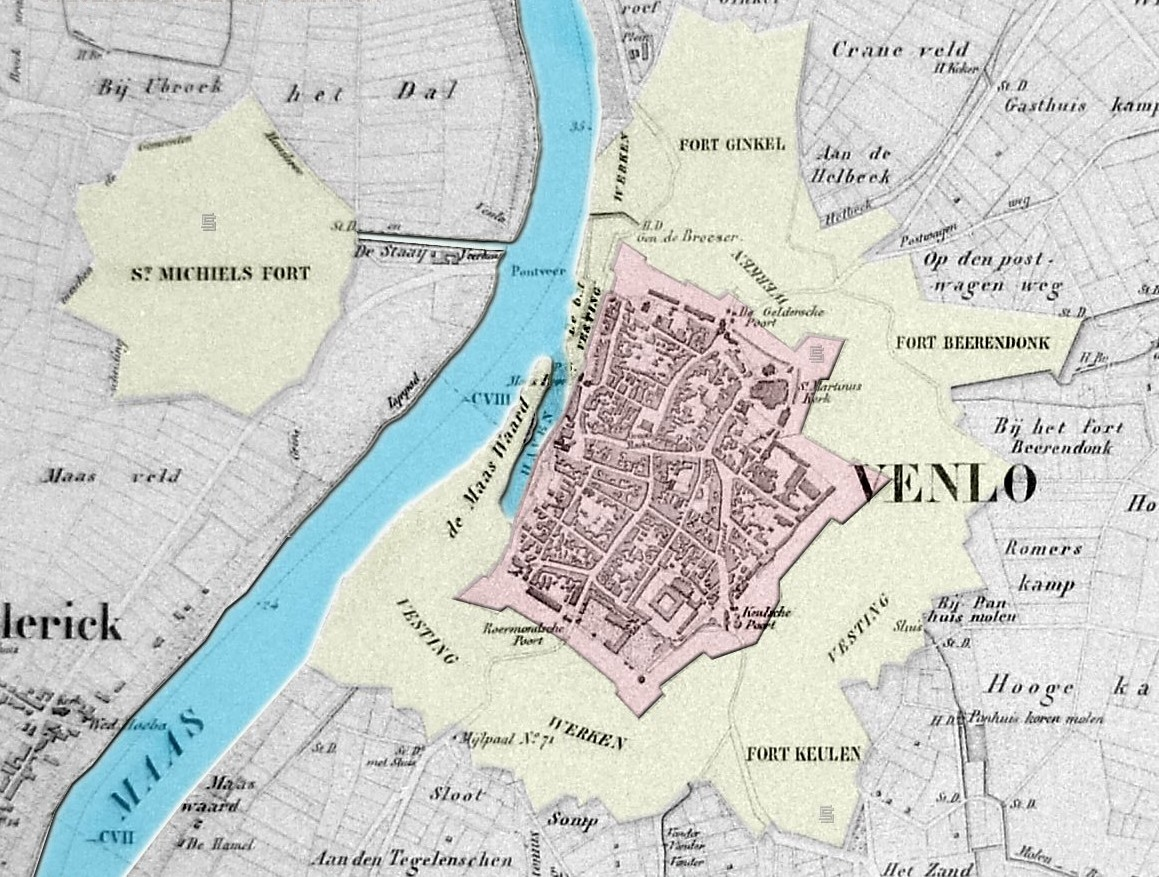
Rivierenkaart omgeving Venlo circa 1850 met de vestingwerken

Dit artikel behandelt de geschiedenis van Venlo vanaf de oudheid tot het heden in grote lijnen. Ook andere historie-gerelateerde onderwerpen komen aan bod. Voor algemene en actuele informatie over de gemeente en de stad Venlo, zie het hoofdartikel Venlo.

## Oudste geschiedenis

### Prehistorie en oudheid
De oudste sporen van bewoning waren afkomstig van boeren uit de bronstijd en vroege ijzertijd, zoals verscheidene grafheuvels op de Jammerdaalse Heide getuigen. De best onderzochte bevinden zich in het Jammerdal, dicht bij de Duitse grens. In de eeuwen voor de jaartelling werd het gebied van Venlo bewoond door de Kelten. Toen de Romeinen hun invloed tot deze streken uitbreidden, berichtten dezen dat hier de stam van de Eburonen woonde. Door hun hardnekkige verzet tegen de Romeinen werden deze voor het grootste gedeelte uitgeroeid waarna Germanen uit de omgeving van de Rijn op uitnodiging van de Romeinse bezetters hun plaats innamen. Aan de Maas werd een soort politiepost gevestigd: Blariacum, het huidige Blerick. De naam Blariacum is zelfs aangegeven op de bekende Romeinse wegenkaart de Peutingerkaart. Aan de andere kant van de Maas vestigden zich geleidelijk ook Romeinse kolonisten, waarschijnlijk veteranen uit de legioenplaatsen aan de Rijn, en geromaniseerde autochtonen.
Venlo lag voor de Romeinen op een strategische positie, op een plaats waar de Maas kon worden overgestoken. De nederzetting werd al in de Vroeg-Romeinse tijd (50 v. Chr.-70 na Chr.) bewoond. Er zijn diverse vondsten van aardewerk, munten en sieraden aangetroffen die wijzen op bewoning door Romeinse militairen en geromaniseerde handelaren. Na de derde eeuw blijft de nederzetting bij de huidige binnenstad van Venlo een aantal eeuwen onbewoond. Er zijn geen sporen uit de Laat-Romeinse tijd bekend. Wel zijn er sporen van bewoning tot in de zevende eeuw gevonden aan de westzijde van de Maas, in Blerick, langs de noord-zuidverbinding Nijmegen-Maastricht-Tongeren.
In 2008 en 2010 is bij archeologische bodemonderzoek op het voormalige kazerneterrein op de westoever een Romeinse weg aangetroffen die recht op de Maas afloopt, wat kan duiden op het bestaan van een Romeinse oeververbinding. Via Venlo kon dan Colonia Ulpia Traiana (Xanten) worden bereikt. Maar archeologisch onderzoek in en langs de Maas heeft geen aanwijzingen kunnen vinden voor de suggestie dat hier een brug heeft gelegen.

### Middeleeuwen
Tijdens de chaotische Grote Volksverhuizing werd het Maasdal en ook Venlo grotendeels ontvolkt, maar toen de rust weergekeerd was nadat de Franken hun macht hadden geconsolideerd, begon de bevolking en de regionale handel zich weer langzaam te herstellen. In de bisschoppelijke archieven van Keulen wordt Venlo in de 8e eeuw alweer genoemd als een centrum van handel aan de Maas. In de periode van 879-884 plunderden de Noormannen deze regio, en tot nu toe is hiervan slechts een enkel spoor gevonden. Het gaat hierbij om een ijzeren strijdbijl, die is ingelegd met koper en zilver. Datering wijst op een periode in de 9e eeuw. Na een tentoonstelling in 1959 en 1960 in het Fries Museum en het Gemeentemuseum Den Haag is de bijl spoorloos verdwenen.
Al voordat Venlo stadsrechten kreeg, werd over de plaats gesproken als oppidum. Het oudste schepenzegel stamt uit 1269, en de inwoners van de plaats noemden zichzelf in de 13e eeuw graag vrije burgers (vrij van een landsheer). Ook werd de plaats al in 1272 en 1290 aangeduid als oppidum. Tegen het einde van de 13e eeuw had Venlo al veel stedelijke kenmerken. Reinoud II van Gelre maakte in 1337 en 1339 echter nog wel onderscheid tussen de Gelderse steden enerzijds en het dorp Venlo anderzijds, hoewel Venlo rond 1300 een van de "steden" was die zich garant stelden voor financiële verplichtingen van de graaf van Gelre. De facto werd Venlo dus al in 1300 gezien als stad, terwijl de werkelijke stadsverheffing pas in 1343 plaatsvond.
In de middeleeuwen was Venlo een van de belangrijkste stapelplaatsen aan de Maas. De stad behoorde tot het Gelderse Overkwartier en was sinds 1481 lid van de Hanze. De stad beschikte door de ligging van het eiland De Weerd over een veilige natuurlijke haven. Aangezien Venlo in een omslagpunt lag, waar een verschil in stroomsnelheid zich voordeed, en een belangrijk verschil in diepte van de Maas, moest hier veelvuldig worden overgeladen. De plaats was het centrum van de linnennijverheid. Hoewel de plaats al in 1290 vele kenmerken van een stad had, met een aantal belangrijke rechten zoals het stapelrecht en tolrecht, verleende hertog Reinoud II van Gelre pas in 1343 stadsrechten aan Venlo, zodat de bewoners onder andere een stadsmuur mochten bouwen. Er werd rechtstreeks handel gedreven via de Maas met vooral Luik, Maastricht, Roermond en Nijmegen. Maar ook met het graafschap Holland (met name Dordrecht) werd veel handel gedreven, getuige de vele akten en documenten over verlading op zogenaamde "Nederlandse scippe". Via verschillende landwegen werd ook intensief gehandeld met het Duitse achterland, onder meer met Keulen, waar heden nog een Venloer Straße (Venlose Weg) is.

## Nieuwe tijd

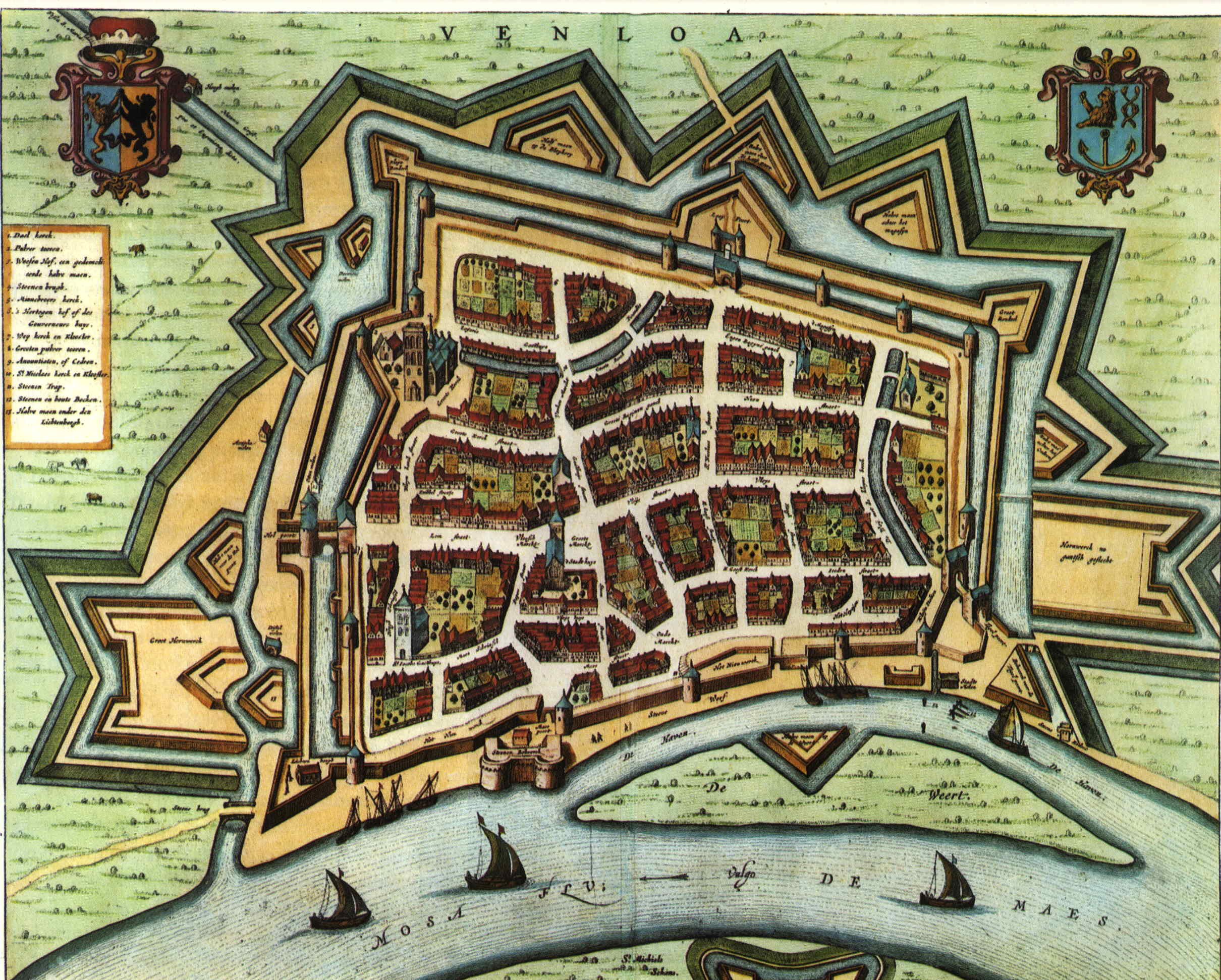
Venlo in 1649 door J. Blaeu

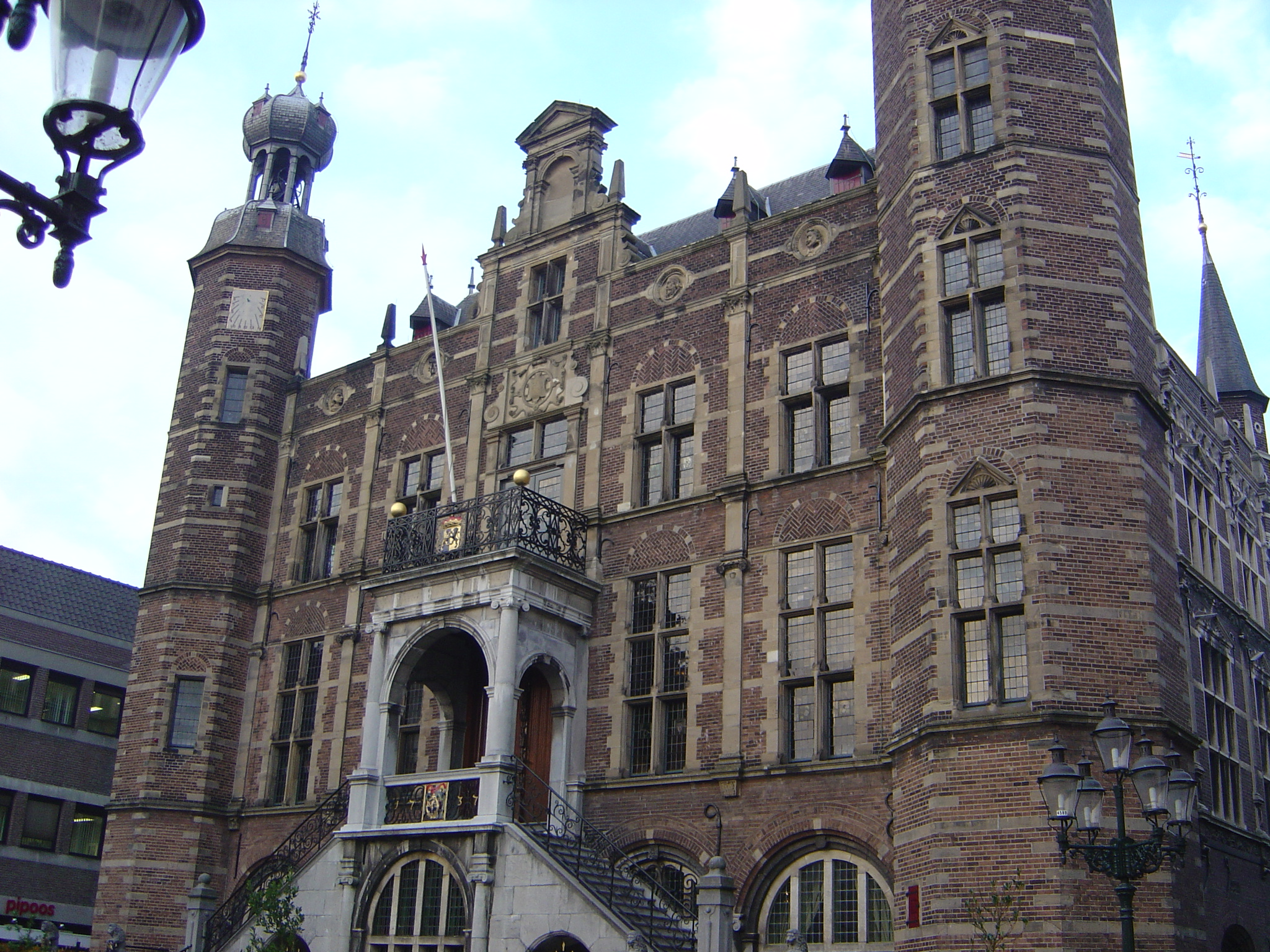
Stadhuis van Venlo

Het hertogdom Gelre kwam als laatste gewest bij de val van Venlo in 1543 de facto, en bij het Traktaat van Venlo de jure in handen van keizer Karel V, die het met de rest van zijn Nederlandse bezittingen verenigde. Tijdens de Tachtigjarige Oorlog werd geregeld slag geleverd om de stad. Maurits van Oranje liep echter tot tweemaal toe stuk op de stad, namelijk in 1593 en in 1597 (Verraad van Venlo). De Vrede van Münster wees in 1648 het Overkwartier en daarmee Venlo toe aan Spanje.
Juist in deze periode waren er (na de middeleeuwen) weer pestepidemieën in Venlo, namelijk in 1598/99, 1615 en 1623 die de bevolking decimeerden. Ook economisch leed de stad onder rivierblokkades (onder andere 1625-1629) of door nieuwe tolheffingen langs de Maas (1713-1750) waardoor de handel grotendeels stil viel.
Relatief was de periode 1650-1700 de gezondste en rustigste periode, waarin veel gebouwd werd (onder andere de nieuwbouw van het stadhuis) en de bevolking toenam.
In de 17e eeuw was Venlo afwisselend Spaans en Staats bezit. De Spaanse Successieoorlog leidde vervolgens tot het Barrièretraktaat, waarbij het Overkwartier tijdens de Vrede van Utrecht (1713) werd opgedeeld tussen Pruisen, Oostenrijk en de Nederlandse Republiek. De stad werd onderdeel van de Republiek en kwam te liggen in het generaliteitsland Staats-Opper-Gelre.
Heel Staats-Opper-Gelre werd in 1794 door het Franse revolutionaire leger veroverd, en in 1795 geannexeerd. Gedurende deze Franse tijd werd de Venlose sociale, bestuurlijke en maatschappelijke structuur grondig op zijn kop gezet door de nieuwe revolutionaire machthebbers: onder andere het middeleeuwse feodale staatsbestel werd afgeschaft en vervangen door een burgerlijk bestuur. Dit was trouwens in alle landen het geval die door hen en iets later Napoleon veroverd werden. Na het definitieve vertrek van de Fransen in 1814 werd het Verenigd Koninkrijk der Nederlanden gevormd, maar veel Franse vernieuwingen bleven gehandhaafd. De Fransen hadden reeds de vele versnipperde Limburgse gebieden samengevoegd tot het Département de la Meuse-Inférieure (Departement van de Nedermaas of Beneden-Maas). Venlo ging tot de nieuwgevormde provincie Limburg behoren, die voor een groot deel samenviel met het door de Fransen gevormde departement, vermeerderd met wat kleinere annexaties van het Roerdepartement en van het voormalige hertogdom Gulik. Na de Belgische opstand in 1830 en de val van Venlo (1830) werd Venlo Belgisch voor de volgende negen jaren. Limburg werd in 1839 gesplitst in Belgisch Limburg en Nederlands Limburg. Anders dan de rest van het gebied, dat omschreven kan worden als het huidige Limburg, werd Venlo (evenals Maastricht) geen lid van de Duitse Bond. Economisch leed de stad onder de afsluiting van de Maas van 1830 tot in 1833.

## Moderne geschiedenis

### 19e eeuw
Venlo was al sinds de middeleeuwen een vestingstad. In de 17e en 18e eeuw werden de vestingwerken om de stad nog flink uitgebreid met grachten en wallen. In de stad verrees een kazerne om de vaste compagnie soldaten die de vestingwerken moesten bewaken te huisvesten. In oorlogstijd werden er van elders meer soldaten voor de verdediging van de wallen de stad ingebracht die dan bij de burgers werden ingekwartierd. Buiten de wallen mocht niet gebouwd worden om een goed schootsveld te behouden voor de militairen. Hierdoor bleef de bevolking geconcentreerd in het steeds dichter bevolkte stadscentrum dat een bepaald ongezonde omgeving was door onder andere de slechte sanitaire voorzieningen: een riool was er niet. Meer dan eens werd de stad dan ook het slachtoffer van tyfus en cholera. Midden 19e eeuw verloren vestingsteden hun militaire nut en ten slotte werd door de regering besloten om de (in onderhoud dure) stadswallen van veel vestingsteden te slechten. Ook Venlo mocht in 1867 de wallen slopen en omringende grachten dempen en kon daarna beginnen met uitbreiding van de bebouwing. Dit was hard nodig om het overbevolkte stadscentrum te ontlasten. Ook kon Venlo eindelijk beginnen met de aanleg van een fatsoenlijke infrastructuur. De stad kreeg spoorverbindingen met Maastricht, Viersen, Büderich, Nijmegen en Eindhoven. In 1888 kreeg de stad de eerste tramverbinding met de tramlijn Venlo - Tegelen - Steyl. Hierna maakte de stad een stormachtige groei door. Aan de uitvalswegen verrezen nieuwe huizenrijen in veelal de modieuze jugendstil en de neogotiek van rond 1900. In 1912 werd de tramlijn Venlo - Maasbree - Helden geopend en in 1913 de tramlijn Nijmegen - Venlo.

### Tweede Wereldoorlog
Op 9 november 1939 vond in Venlo het Venlo-incident plaats. Twee Engelse spionnen werden vanaf Nederlands grondgebied bij de grensovergang Venlo-Herongen ontvoerd naar nazi-Duitsland door een Duits overvalcommando. In een kort vuurgevecht werd Lt. Klop, de Nederlandse waarnemer, gedood. Hitler gebruikte het Venlo-incident mede als excuus om de Duitse inval in mei 1940 in Nederland te rechtvaardigen: de betrokkenheid van een Nederlandse officier bij dit grensincident zou naar zijn mening het bewijs zijn dat Nederland niet neutraal was. Met de Duitse inval begon voor Venlo de Tweede Wereldoorlog. Op de allereerste oorlogsdag vielen in Venlo ook al de eerste slachtoffers: Duitse soldaten die de Maas overstaken en daarbij onder vuur kwamen van bunkers aan de west-oever. Ook onder de Nederlandse soldaten in deze bunkers waren op deze dag verschillende gesneuvelden.
Direct na de inval in 1940 legden in totaal 15.000 arbeiders (onder hen enige honderden dwangarbeiders) op last van de Duitsers een groot militair vliegveld aan ten oosten van Venlo. De aanleg werd voornamelijk uitgevoerd door Nederlandse aannemers en duizenden Nederlandse arbeiders, die in Venlo en de omgeving werden ingekwartierd. Dit Fliegerhorst Venlo was een groot complex en besloeg bijna 1800 hectare. Kilometers lange taxibanen verbonden ca. 100 hangaars met de start- en landingsbanen. Uniek voor Europa is dat het vliegveldterrein zowel op Nederlands als op Duits grondgebied lag. Het vliegveld werd vooral gebruikt door Luftwaffe-nachtjagers, die vanuit Venlo naar schatting 400 geallieerde bommenwerpers neerhaalden. Op de Groote Heide resteren nog enkele gebouwen, zoals de booghangar, de commandobunker en de verkeersleidingstoren. Deze laatste kreeg in 2005 de status van rijksmonument. De Nederlands-Duitse vereniging Förderverein Ehemaliger Fliegerhorst Venlo is thans bezig om enkele overblijfselen van dit voormalige Duitse vliegveld te conserveren om ze zo te kunnen behouden. Allereerst ter nagedachtenis aan de vele slachtoffers van de luchtoorlog, maar ook om bepaalde restanten toegankelijk te maken voor bezoekers. De vereniging wordt daarin gesteund door de gemeente Venlo en enkele Duitse nabuursteden.

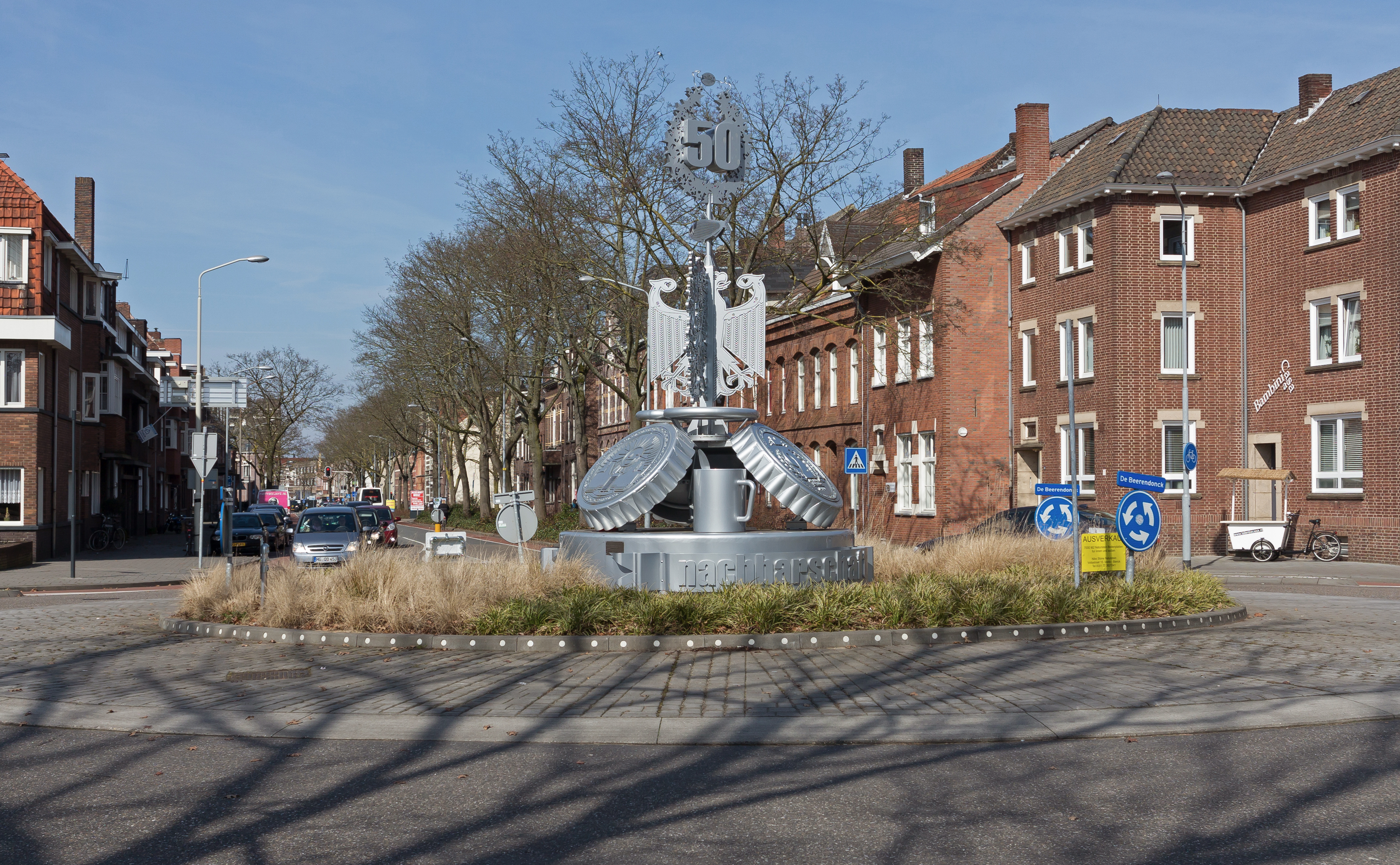
Het Brüder beeld van Arno Coenen

De gemeente Venlo verloor ruim 1000 inwoners door het oorlogsgeweld, onder wie ook een groot deel van de Joodse gemeente. Anderzijds was Venlo met haar spoor- en wegverbindingen ook een belangrijke schakel in de hulp aan onderduikers en geallieerde piloten op de vlucht.
Kwam de stad tot oktober 1944 redelijk ongeschonden de oorlog door, op een enkele verdwaalde vliegtuigbom na, aan het eind van de oorlog leed Venlo alsnog veel schade. Na het mislukken van operatie Market Garden bij Arnhem bleef de frontlinie 3 maanden lang langs de Maas liggen: Blerick was bevrijd terwijl Venlo nog onder het nazibewind stond. Naast de dagelijkse granaatbeschietingen over en weer brachten vooral dertien pogingen van de geallieerde luchtmacht om de strategisch belangrijke Maasbruggen te vernielen de dichtbevolkte wijken rondom de bruggen zware schade toe. Dit kostte ruim 300 burgers het leven.
In de eerste maanden van 1945 werd een groot deel van Venlo geëvacueerd onder Duitse dwang. De stad werd uiteindelijk op 1 maart 1945 bevrijd door de 35e 'Santa Fe' divisie van het 9e Amerikaanse Leger die, evenals de Duitsers in 1940, vanuit Duitsland binnentrokken. Het grotendeels verwoeste Venlose vliegveld werd deels hersteld en als Amerikaanse luchtmachtbasis 'Yankee 55' gebruikt om de geallieerde Rijnoversteek mogelijk te maken.

### Recente geschiedenis
Na de oorlog werd de schade hersteld voor zover mogelijk. Maar veel monumentale gebouwen waren zozeer vernield dat ze niet meer te redden waren. Op hun plaats kwam onder andere moderne hoogbouw. De economische functies werden weer opgepakt en uitgebreid en nu is Venlo nog altijd het regionale centrum voor de wijde omgeving. In 2012 organiseerde Venlo de Floriade maar na de eindbalans bleef een miljoenenschuld over waarvoor de lokale regio, waaronder de gemeente Venlo, zal moeten opdraaien.

## Gevechten om Venlo
Hoezeer Venlo door de eeuwen heen het toneel van krijgshandelingen is geweest, toont de volgende tabel. Soms ging dat gepaard met veel geweld, soms amper. Het jaartal wordt gevolgd door de opdrachtgever / aanvaller en het resultaat (→).
| - De Eerste Gelderse Successieoorlog - 1373 Johan van Broeckhuysen → mislukt - De Tweede Gelderse Successieoorlog - 1461 hertog Arnold van Gelre → mislukt - 1473 Karel de Stoute → ingenomen - De Gelderse Onafhankelijkheidsoorlog - 1478 aartshertog Maximiliaan van Oostenrijk → ingenomen - 1480 Gelderse troepen → ingenomen - 1480 aartshertog Maximiliaan van Oostenrijk → ingenomen - 1499 aartshertog Maximiliaan van Oostenrijk → mislukt - De Gelderse Oorlogen - 1511 Margaretha van Oostenrijk (1480-1530) → mislukt - 1543 keizer Karel V → ingenomen - De Tachtigjarige Oorlog - 1572 Willem van Oranje → mislukt - 1579 prins Maurits → ingenomen - 1586 Filips II van Spanje / hertog van Parma → ingenomen - 1593 prins Maurits → mislukt - 1597 prins Maurits → mislukt | - (Vervolg) - 1606 prins Maurits → mislukt - 1632 prins Frederik Hendrik → ingenomen - 1637 Filips IV van Spanje / kardinaal-infant Ferdinand van Spanje → ingenomen - 1646 prins Frederik Hendrik → mislukt - Franse Expansie - 1701 Lodewijk XIV van Frankrijk → ingenomen - 1702 Willem III van Oranje / hertog van Marlborough → ingenomen - De Bataafse Republiek - 1793 Maximilien de Robespierre/Charles-François Dumouriez → mislukt - 1794 Napoleon Bonaparte/Francois Laurent → ingenomen - 1830 België → ingenomen - De Tweede Wereldoorlog - 1940 Adolf Hitler / Commandant 56e Infanteriedivisie → ingenomen - 1945 koningin Wilhelmina+ president Truman / commandant Amerikaanse 35e Infanteriedivisie → ingenomen |

## Archeologie

### Prehistorie
In het Jammerdal zijn verscheidene grafheuvels uit de brons en ijzertijd waarvan er enkele nog urnen met grafgiften bleken te bevatten. Ook zijn er her en der in de omgeving stenen werktuigen gevonden uit het neolithicum.

### Romeinse tijd (1e-5e eeuw na Christus)
Er zijn diverse sporen gevonden die wijzen op een handelsnederzetting met eveneens een militair karakter (wangklep van helm gevonden uit 1e eeuw). Er zijn vele losse vondsten als munten, aardewerk, een mantelspeld etc. gedaan. Er stond een rechte rij natuurstenen huizen, kenmerkend voor de Romeinse tijd, tussen de Wijngaardstraat en de Kolenstraat, evenals een groot stenen gebouw (een herberg ?), waarvan de funderingen zijn gevonden, maar ook stukken van muurschilderingen, delen van vloerverwarming en grote funderingssleuven. Ook aan de Havenkade zijn acht Romeinse huizen gevonden onder de voormalige middeleeuwse stadsmuur. Delen (grinddek) van een Romeinse weg zijn aangetroffen onder de Jodenstraat. Op oude kaarten is in de nabijheid de Romeinse naam Sablones overgeleverd aan de weg van Tongeren naar Xanten, waarvan gedacht wordt dat het Kaldenkirchen (net over de grens) betreft.
Gesterkt in een ongefundeerde geloof in een Romeins verleden van Venlo door nieuwe vondsten bij de Maasboulevard, waarover wordt verhaald in een op 16 juli 2010 gepresenteerd rapport, beweren sommigen zelfs dat Venlo de oudste Romeinse nederzetting van Nederland zou zijn. Naast Romeinse munten uit 19 v.Chr. zijn er ook oudere Keltische munten gevonden waarmee Romeinse soldaten werden betaald.

### Vroege middeleeuwen (5e-10e eeuw)
Uit deze tijd zijn graven gevonden. Ofschoon het gebied rond 880 door de Noormannen werd geplunderd zijn er tot nu toe geen (brand-)sporen of verspreid liggende lijken (zoals in Zutphen) gevonden.

### Latere middeleeuwen (11e-15e eeuw)
Bij een restant stadsmuur aan de Maas-zijde bevinden zich de overblijfselen van het oudste stenen pand van middeleeuws Venlo, gedateerd voor de 13e eeuw. Waarschijnlijk betreft het een pand van de Hertog van Gelre en is het een Waaghuis of een Tolhuis.
Aan de zuidzijde van de Sint-Martinuskerk heeft zich de Hertogenhof of Prinsenhof bevonden. Bij opgravingen in 1991 aan de Lohofstraat, bleek het gebouwd te zijn rond 1250 en bestond het uit twee vierkante torens die waren verbonden door een groot zaalgebouw (de afmetingen van de zaal waren 15,50 bij 11 meter).

## Religie

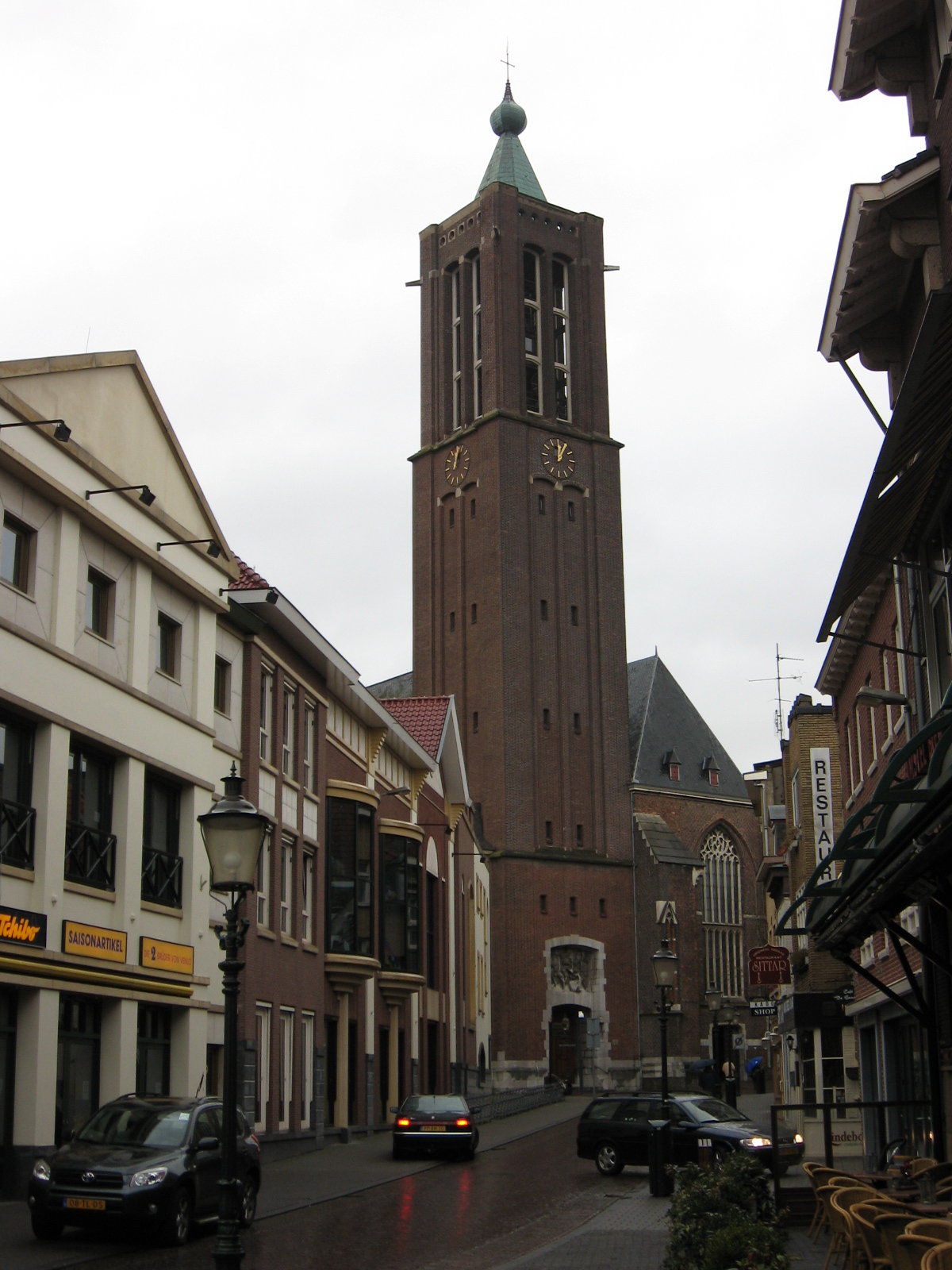
De Sint-Martinusbasiliek, gezien vanaf de Kleine Kerkstraat

### Ontstaansgeschiedenis
Rond 760 werd er, na de kerstening door St.-Plechelmus (met Wiro en Otger), een kerkje gebouwd, gewijd aan de Heilige Geest. Of dit de voorganger is van de St.-Martinuskerk uit de 9e eeuw is niet bekend. Rond het jaar 1000 werd de Martinuskerk opnieuw gebouwd in romaanse stijl. In 1480 kreeg de kerk een toren (22,5 m) die in de wijde omtrek was te zien. In 1776 werd er een nieuwe toren (49 m) gebouwd, evenals in 1953.
In 1244 stichtte het schippersgilde een kapel ter ere van hun patroon St. Nicolaas aan de daar naar vernoemde St. Nicolaasstraat. In 1339 werd de bediening van deze kapel overgenomen door de Kruisheren en werd een klooster gesticht.
Naast twee kerken, kreeg Venlo ook twee gasthuizen en vier kloosters. Het eerste gasthuis werd in 1385 ten oosten van de markt gebouwd, het St. Jorisgasthuis. Het gasthuis kreeg ook een gotische kapel, die nu de St.-Joriskerk is. Ongeveer 30 jaar later, in 1416, werd in het centrum van Venlo een klooster Mariaweide gesticht (aan de Nieuwstraat in het kloosterkwartier) door de ‘Augustinessen op de Weide’. Aan het eind van de 15e eeuw werd hier een kapel aan toegevoegd.
Een ander klooster (Mariëndal) werd in 1418 gesticht op de plek waar nu het ‘kapelletje van Genooi’ staat. Echter werd het klooster in 1582 verwoest tijdens de Tachtigjarige Oorlog. De zusters Annunciaten van het klooster vestigden zich sindsdien in het klooster Trans Cedron van de cellebroeders, in het centrum van Venlo (Kleine Beekstraat in het kloosterkwartier). De zusters annunciaten werden tijdens de Franse tijd verjaagd. Daarna hebben van oorsprong Duitse dominicanen, gevlucht vanwege de Kulturkampf in het Duitse Keizerrijk er hun intrek gevonden. In 1533 was er (hoek Maasschriksel/Helschriksel) een St. Jacobsgasthuis, waartoe ook de St.-Jacobskapel behoorde. Deze is echter al in 1580 buiten gebruik gesteld en liep in 1702 schade op door belegeringen.
In 1614 tot 1616 werd in het centrum van Venlo het vierde klooster (Franciscanenklooster) gebouwd. In 1617-1620 werd hieraan de Minderbroederskerk toegevoegd. De kerk is nu in gebruik als jongerenkerk. De jongerenkerk heeft haar eigen parochie.
In 1631 werd op de plek waar het klooster Mariadal stond het O.L. Vrouwekapel van Genooi gebouwd ter herinnering aan het klooster. Sinds 1829 behoort de kapel toe aan de St. Martinusparochie.

### Komst van de protestanten

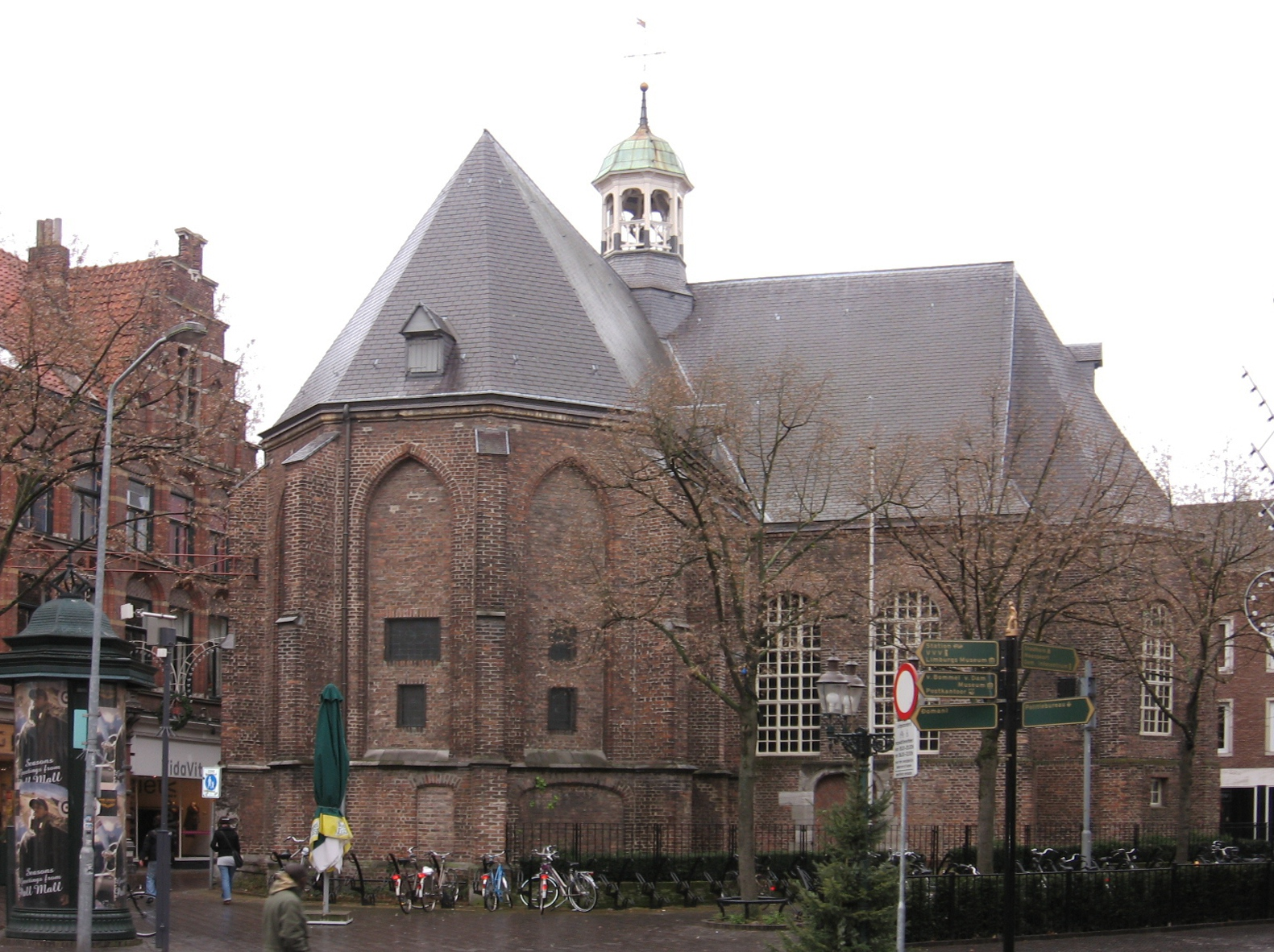
De protestanten kregen in 1702 de Sint-Joriskerk toegewezen

De eerste protestanten kwamen in Venlo in 1530, toen de tong van predikant Jacob van Lovendael werd gebrand. De protestanten vonden vanaf 1570 hun heil in het klooster Trans-Cedron en later in de St.-Nicolaaskerk. Tijdens de tweede invasie van Willem van Oranje startte een veldtocht vanuit Pruisen, waarbij hij eerst Geldern belegerde. Deze stad werd ingenomen, waarna de tocht verderging in zuidoostelijke richting, naar Venlo. Op 10 juli was er een ritmeester namens Willem van Oranje voor Venlo verschenen om te onderhandelen. Hij verzekerde dat opstandelingen een vriend van de burgers waren, alleen een vijand van de Spaanse ambtenaren zijn. In Venlo wilden ze er niets van weten. Op 12 juli kwam de ritmeester terug, nu met een groep ruiters en voetvolk. Ditmaal liet hij Venlo weten dat Willem van Oranje ze als vijand beschouwde. Ook dreigde hij hun schepen en goederen in brand te steken. In Venlo wilden ze er niets van weten. Om onbekende redenen is geen belegering doorgezet. Tussen 1586 en 1590 (na belegering van de hertog van Parma), moesten de protestanten hun heil zoeken in het Duitse Kaldenkerken.
In 1632 veroverde Frederik Hendrik de stad en kregen de hervormden de St.-Joriskapel toegewezen. Na 5 jaar moesten zij hun heil op zondag weer zoeken in Kaldenkerken, vanwege de Spaanse troepen. In 1655 werden ze uit de stad verbannen. In 1702 werd de stad toegekend aan de Staten van de Republiek van Nederland en kregen de Hervormden (20 man) de St. Joriskapel weer toegewezen.
De kapel werd snel te klein door de troepen van de Staat en de St.-Joriskapel werd uitgebreid tot St.-Joriskerk. In 1719 werd de kerk feestelijk geopend. Wegens rellen werd de Gasthuisstraat verboden gebied voor katholieken.
In de Franse tijd (na 1795) gebruikten de Fransen de kerk als stal voor hun paarden, namen de kerkklok in beslag en molesteerden de banken en preekstoel. De kerkgemeente verkeerde in financiële nood en kreeg hulp van het classis van Nijmegen. Langzamerhand ging het beter, totdat de Belgische Revolutie in 1830 uitbrak. Opnieuw werd het leven van de protestanten zuur gemaakt, maar na enkele jaren hielpen het stadsbestuur en de Belgische regering de protestanten en schonken hen zelfs een nieuwe kerkklok. Toch waren de protestanten blij dat de Nederlanders in 1839 Venlo weer binnentrokken.

### Na 1850
In 1877 werd de St.-Nicolaaskerk gerestaureerd en als hulpkerk aan de H. Maartenparochie verbonden en in 1894 werd een rectoraat aan de kerk verbonden.
In 1881 werd in het noorden (in de Veegtes) van Venlo het klooster Mariadal (niet te verwarren met het klooster Mariadal in Genooi) door Duitse zusters gesticht. Het klooster had een kapel en een rectoraatswoning.
Kort na de eeuwwisseling in 1900 stichtten de jezuïeten het retraitehuis Manresa op de Leutherberg. Toen hier daarna veel huizen werden gebouwd, kwam er in 1910 een eenvoudig hulpkerkje gewijd aan de O.L.V. van Lourdes. De franciscanen, die in Venlo een klooster wilden stichten, namen de verzorging van de parochie op zich. Nadat er steeds meer mensen in het gebied kwamen wonen, werd daar de Don Bosco-parochie gesticht. In 1957 kreeg de parochie haar eigen kerk.
Na de eeuwwisseling werd Venlo steeds groter en kwamen er diverse kerken en parochies bij. Aan het eind van de 19e eeuw kwamen er ook gereformeerden in Venlo. In tegenstelling tot de hervormden, waren er niet veel gereformeerden. Toch bouwden zij in 1911 hun eigen kerk. In Venlo-Zuid werd in 1913 de O.L. Vrouwe van Onbevlekt Ontvangen-kerk van de Onze Lieve Vrouwe-parochie in (?) gebouwd, die in 1915 in gebruik genomen werd.
In 1921 tot 1926 werd de Heilige Hart van Jezus-kerk gebouwd op de kruising van de Straelseweg en de Veldenseweg. De wijk Genooi viel officieel ook onder deze parochie, maar veel bewoners zochten hun heil bij de Mariakapel, die als hulpkerk fungeerde. Ook werd in 1939 net buiten het centrum een nieuwe parochie gesticht, de Heilige Familie-parochie en kreeg een eigen kerk.

### Na de Tweede Wereldoorlog

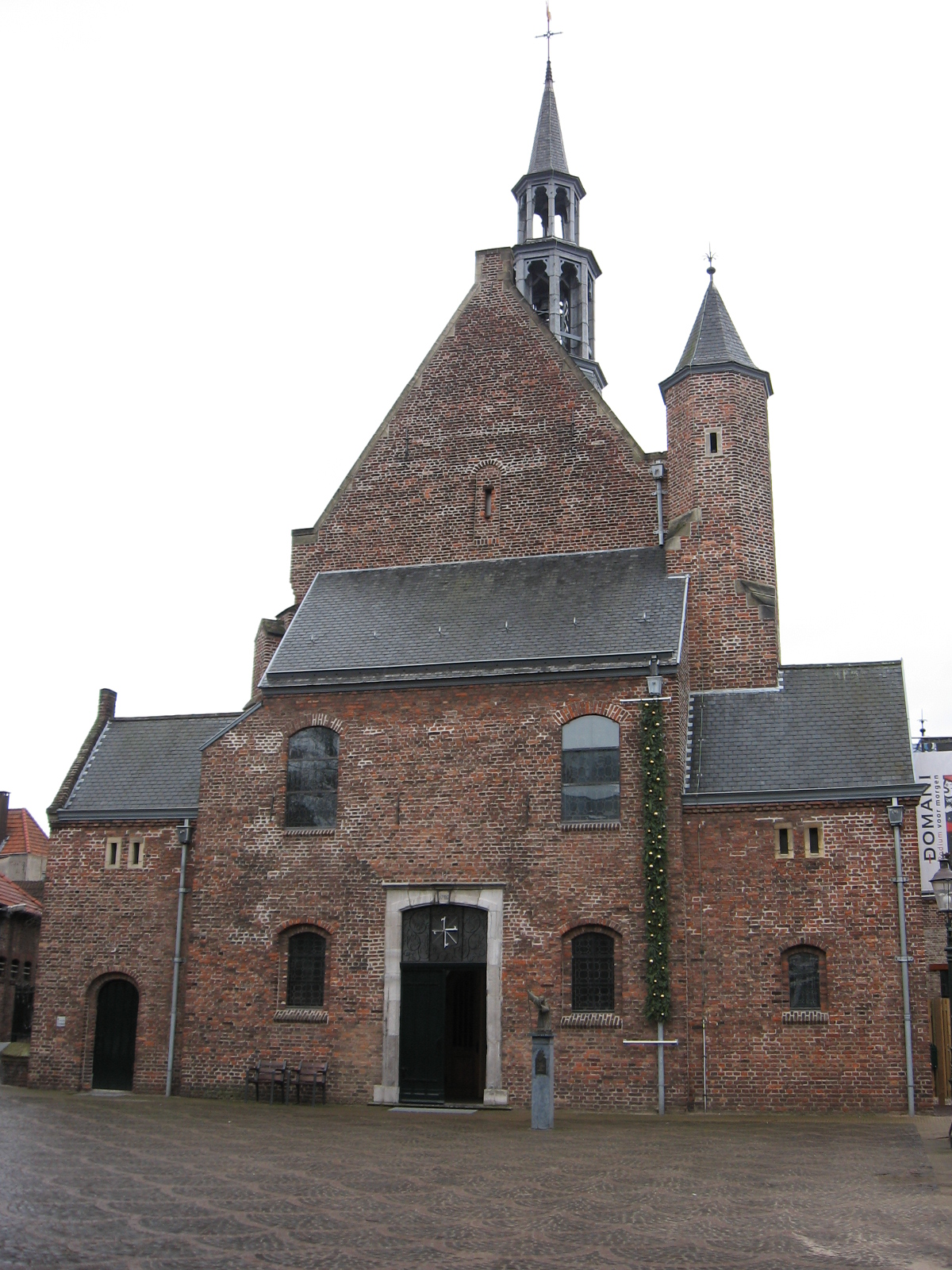
Mariaweide

Na de Tweede Wereldoorlog bleek de St. Nicolaaskerk dusdanig beschadigd, dat besloten werd deze te slopen. Het rectoraat dat aan deze kerk was gebonden, werd opgeheven. Om de Heilige Hart-parochie te ontlasten, besloot Gulielmus Lemmens, bisschop van Roermond, dat de wijk Genooi haar eigen parochie kreeg, de St. Nicolaasparochie. Zo bleef de naam aan de stad verbonden. In 1949 werd een parochiehuis (in de volksmond De Witte Kerk genoemd) gebouwd, dat later aan de gemeente is verkocht om als sporthal te dienen. In 2001 werd het gebouw in gebruik genomen als gemeenschapshuis. In 1961 nam de St.-Nicolaasparochie haar kerk in gebruik.

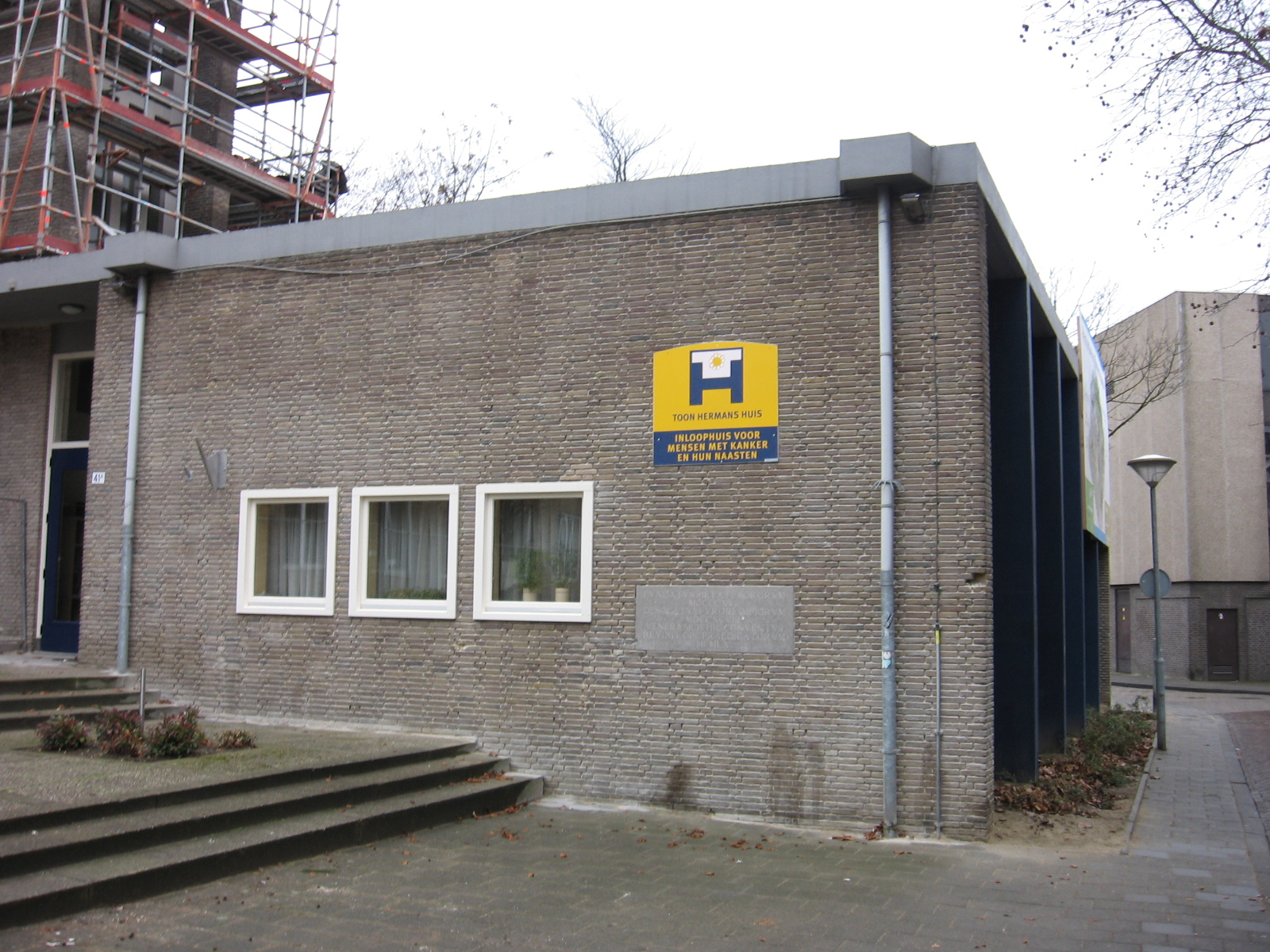
Toon Hermanshuis

De dominicanen zaten vanaf 1892 in het klooster Trans-Cedron, maar na de oorlog was dit klooster volledig vernield. De Tweede Wereldoorlog zorgde ook voor veel schade aan het klooster Mariaweide, in het centrum van Venlo. In het begin van de jaren zestig verrees een nieuw kloostercomplex in de Nieuwstraat, deels op de fundamenten van het oude Mariaweide. In 2005 waren de paters Dominicanen alweer vertrokken uit Venlo. De kapel doet sindsdien dienst als kapel van het Dominicanenklooster Mariaweide. Het klooster is in gebruik als het Toon Hermanshuis, een instantie die mensen met kanker (en hun familieleden) helpt.
De bewoners van 't Ven gebruikten al jaren de kapel van het klooster Mariadal, maar ook daar groeide de bevolking. In 1956 kwamen de gemeente Venlo en het bisdom Roermond tot de conclusie dat deze gemeenschap een eigen kerk moest krijgen. De Michaelskerk, gewijd aan St. Michael, werd in 1966 in gebruik genomen.
Toen in 1964 een nieuwe wijk, het Vinckenbosje, werd gebouwd (340 flatwoningen), zou er een nieuwe kerk moeten komen. Deze werd gewijd aan de Heilige Geest, net zoals de eerste kerk van Venlo. Een eerste noodkerk kwam in de hal van de St. Willibrordusschool, totdat de kerk in 1966 in gebruik kon worden genomen. In 1985 werd de kerk gesloopt en ondergebracht bij de moederparochie H. Familiekerk. Sindsdien heet de parochie ook wel de H. Familie H. Geest-parochie.
In 1968 werd de enige kerk van de gereformeerden gesloopt. Zij vonden hun heil bij de hervormden in de St. Joriskerk. In 1974 zochten zij onderdak in een eigen kerk, Het Nieuwe Baken, in Blerick, maar door een fusie tussen hervormden en gereformeerden, werd het gebouw verkocht aan de Vrij Baptisten Gemeente (ook wel BijbelGemeente Venlo) en gaan de hervormden en gereformeerden als Protestantse Kerkgemeenschap Venlo verder in de St. Joriskerk.
Enkele gereformeerden waren het niet eens met de samenvoeging van beide kerken en begonnen een nieuwe Gereformeerde Kerk Venlo, die bekendstaat als kerkgemeenschap De Brug. Zij huurde in Blerick het parochiehuis Ons Huis van de Lambertusparochie. In 2007 verhuisde zij weer naar de Venlose zijde van de Maas. Zij vond onderkomen in het voormalige gemeenschapshuis De Groethof in 't Ven.

## Monumenten
Door de bombardementen tijdens de oorlog zijn helaas veel historische gebouwen uit de Venlose binnenstad verdwenen zoals de middeleeuwse woningen nabij de Maasbrug (Kwartelenmarkt), de synagoge en de kloostercomplexen aan de zuidkant. Gelukkig is Venlo's voornaamste monument, het 16e-eeuwse stadhuis aan de sfeervolle Markt, ongeschonden gebleven. Ook het middeleeuwse stratenplan van de binnenstad is goed bewaard gebleven, wat vrij zeldzaam is voor Nederland. Recent onderzoek achter de huidige en moderne gevels aan de Vleesstraat/Lomstraat, Klaasstraat en de Parade heeft aangetoond dat veel huizen nog een (laat-)middeleeuwse kern hebben.
Enkele resterende historische gebouwen zijn:
- Stadhuis Venlo
- Huize Schreurs
- Romerhuis
- Voormalige Stadsschool
- Huize Ottenheym
- Parade 62-64
- Ald Weishöes

en diverse kerken of kerkjes, met als belangrijkste de
- Martinusbasiiek (slechts ten dele ongeschonden uit de oorlog gekomen)